# Honětice
Honětice település Csehországban, Kroměříži járásban. Honětice Troubky-Zdislavice, Litenčice, Zdounky, Hoštice és Cetechovice településekkel határos. Lakosainak száma 84 fő (2024. január 1.).

## Népesség
A település lakosságának változását az alábbi diagram mutatja:
| Lakosok száma | 344  | 363  | 384  | 266  | 130  | 68   | 72   | 78   | 80   | 84   |
|               | 1869 | 1890 | 1921 | 1950 | 1980 | 2001 | 2017 | 2019 | 2022 | 2024 |